# Melk
Melk est une ville autrichienne, chef-lieu du district de Melk dans le Land de Basse-Autriche. Elle est célèbre pour son abbaye bénédictine bâtie en surplomb du Danube, une partie intégrante du paysage culturel de la Wachau inscrite au patrimoine mondial de l'UNESCO. L'école de l'abbaye de Melk est aujourd'hui l'une des plus anciennes institutions éducatives dans la zone linguistique allemande.

## Géographie

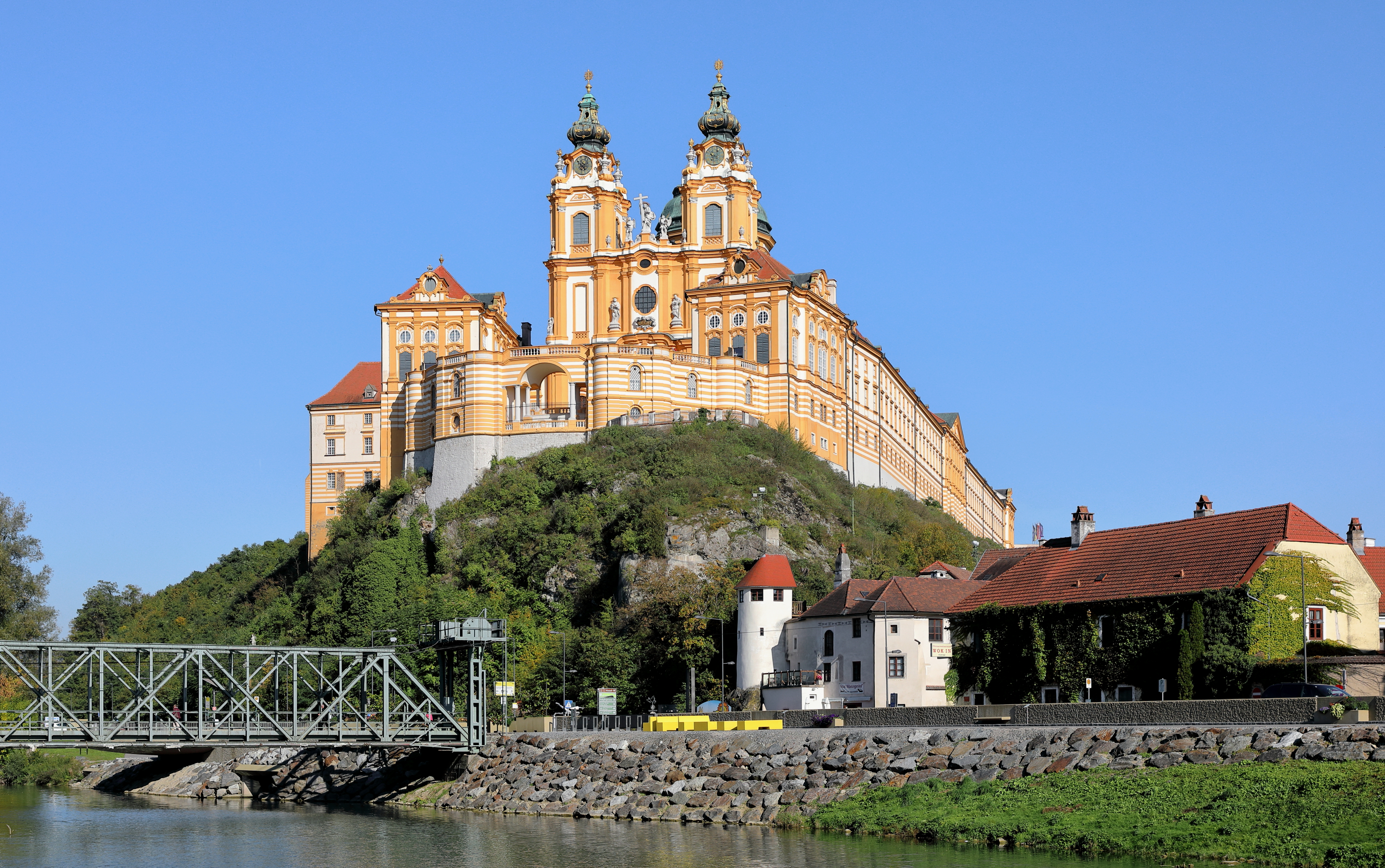
L'abbaye de Melk.

La ville est située sur la rive droite du Danube, entre les affluents de la Melk et de la Pielach. La vieille ville est surplombée par l'abbaye de Melk en haut d'une falaise.
La gare ferroviaire de Melk, gérée par les ÖBB, se trouve sur la ligne de l'Ouest (Westbahn) de Vienna à Salzbourg via Sankt Pölten et Linz. Au sud de la ville passe également l'autoroute A1 (West Autobahn).

## Histoire
Le lieu de Medilica fut mentionné pour la première fois en 831 ; à l'époque carolingien sous le règne de Louis le Pieux, les domaines appartenaient au diocèse de Passau en  Bavière. Selon l'historien allemand Georg Heinrich Pertz, un chevalier normand nommé Ansgot ouvre à Melk un hospice pour les pauvres et les pèlerins vers le milieu du XIe siècle.
Léopold Ier de Babenberg, le premier margrave d'Autriche à partir de 976, résida au château fort de Melk ; son fils Adalbert, margrave depuis 1018, y est décédé en 1055. L'abbaye bénédictine a été fondée en 1089 lorsque le margrave Léopold II décida de déplacer sa résidence. Deux tours médiévales, seuls vestiges du château des Babenberg, peuvent encore être vues.

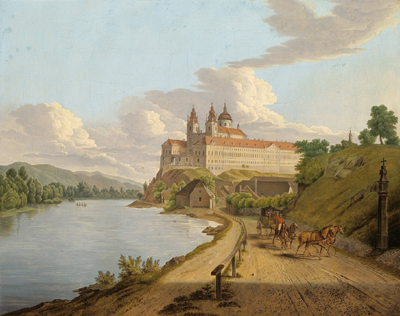
Abbaye de Melk au XIXe siècle.

Les premiers moines à arriver furent les frères de l'abbaye de Lambach. Depuis, les bénédictins vivent et travaillent de façon ininterrompue à Melk. L'école monastique se développe à partir du XIIe siècle, ainsi que la grande bibliothèque abbatiale. Dans le roman d'Umberto Eco Le Nom de la rose, le narrateur (le novice bénédictin Adso) est originaire de l'abbaye de Melk, et c'est de là qu'il rédige son récit, de nombreuses années après le déroulement des faits.
Le village au-dessous du monastère obtint le droit de tenir marché en 1227. En 1898, Melk est élevé au rang de ville. 
Du 21 avril 1944 jusqu'à l'évacuation du 15 avril 1945 se trouvait à Melk, sur le site de la caserne Freiherr-von-Birago, un camp de concentration, extension du camp de Mauthausen, exploité par le groupe industriel Steyr Daimler Puch pour le projet « Quartz »,. Dans celui-ci, 4 896 personnes perdirent la vie pendant son année d'existence. Il n'en reste aujourd'hui que le crématorium, en tant que mémorial.

## Jumelage
La ville de Melk est jumelée avec :
- Herrieden (Allemagne) depuis 1982.

## Personnalités liées à la commune
- Maximilian Stadler (1748–1833), prieur et compositeur ;
- Albert de Rohan (1936–2019), diplomate ;
- Otto Lechner (né en 1964), musicien ;
- Ursula Strauss (née en 1974), actrice ;
- Johannes Dürr (né en 1987), fondeur;
- Francis Morand (décédé en 1945), résistant français.
- Adso de Melk, personnage de fiction du roman Le Nom de la rose.